# Дом Генгебах
Дом Генгебах (нем. Haus Hengenbach) или Юлих-Генгебах (нем. Haus Jülich-Hengenbach) — знатный род в Священной Римской империи, происходивший из Вестфалии. Представители рода были сеньорами Геймбаха, Генгебаха и Берггейма, позже графами и герцогами Юлиха, Берга и Гелдерна. Некоторые представители рода были архиепископами Кёльна.

## История

Герб герцогства Юлих

Первым достоверно известным представителем рода был Герман, упоминаемый в 1112—1147 годах как сеньор Геймбаха и Генгебаха. Его внук, Эбергард II (ум. после 1217) женился на Ютте, сестре и наследнице графа Юлиха Вильгельма II Великого. По заключённому договору после смерти Вильгельма II в 1207 году Юлих унаследовал старший из сыновей Эбергарда и Ютты — Вильгельм III, ставший родоначальником рода Юлих-Генгебах.
Потомки Вильгельма III были графами Юлиха. Его правнук, Вильгельм V (VI) (ум. 1361), поддержал императора Людовика IV Баварского, за что в 1336 году был сделан маркграфом и имперским князем, а преемник Людовика, Карл IV, в лагерь которого Вильгельм перешел после смерти Людовика, сделал его в 1356 году герцогом (под именем Вильгельм I). При сыновьях Вильгельма род разделился на 2 ветви — Бергскую и Гелдернскую.

Герб герцогства Берг

Родоначальником Бергской ветви стал старший сын герцога Вильгельма I, Герхард VI (I) (ум. 1360), получивший в приданое за женой графства Берга и Равенсберг. При этом Юлих достался его младшему брату, Вильгельму II (ок. 1325—1393). Герхард ещё увеличил свои владения за счёт покупки графства Харденберг и ряда других владений. При его сыне, Вильгельме II (ум. 1408), Берг в 1380 году был возведён в статус герцогства.

Герб объединённого герцогства Гелдерн и Юлих

Вильгельму II, герцогу Юлиха, ставшего родоначальником Гелдернской ветви, благодаря женитьбе на сестре герцога Гелдерна удалось в 1372 году обеспечить наследование своим сыновья в Гелдерне. Однако после смерти не оставившего законных сыновей Райнальда (ок. 1365—1423), младшего сына Вильгельма II, ветвь угасла. Юлих и Гелдерн при этом оказались разделены. Гелдерн унаследовал Арнольд Эгмонт, а Юлих — герцог Берга Адольф IX (ум. 1437). Это объединение положило начало образованию объединённого герцогства Юлих-Берг.

Герб объединённого герцогства Юлих-Берг

Род по мужской линии угас в 1511 году после смерти герцога Вильгельм IV (III) (1455—1511), оставившего только дочь Марию (1491—1543), выданную замуж за герцога Иоанна III Клевского (1490—1539). Иоанн III в итоге и унаследовал обширные владения дома, образовав герцогство Юлих-Клеве-Берг.

## Генеалогия
Сеньоры Геймбаха и Генгебаха
```
Герман
 (ум. после 1147), сеньор Геймбаха и Генгебаха в 1112—1147
X 
Петриса
 (ум. после 1147)
│
├─> 
Дитрих
 (ум. после 1138)
│
├─> 
Вальтер
 (ум. ок. 1172), выбран 
архиепископом Кёльна
, но сложил духовное звание в 1147, сеньор Геймбаха и Генгебаха
│   X 1) N
│   X 2) N
│   │
│   ├─1> 
Герман
 (ум. 1166)
│   │
│   ├─1> 
Дитрих I
 (ум. 12 мая 1224), архиепископ Кёльна 1208—1212
│   │
│   ├─1> 
Вальтер
 (ум. 1166/1172)
│   │    X
│   │    │
│   │    ├─> 
Эбергард I (II)
 (ум. ок. 1210), сеньор Геймбаха и Генгебаха с ок. 1172
│   │    │   X 
Ютта
, дочь Викбальда фон Вельфер
│   │    │   │
│   │    │   ├─> 
Вальтер
 (ум. 1253)
│   │    │   │   X 
София
 (ум. после 1242)
│   │    │   │
│   │    │   ├─> 
Дочь

│   │    │   │
│   │    │   └─> 
Дочь

│   │    │
│   │    ├─> 
Дитрих
 (ум. ок. 1122), священник
│   │    │
│   │    ├─> 
Дочь

│   │    │   X 
Арнольд Штеке
 (ум. после 1188)
│   │    │
│   │    └─> 
Дочь

│   │        X 
Рембольд фон Хахен
 (ум. после 1202)
│   │
│   ├─2> 
Эбергард II
 (ум. после 1217), сеньор Геймбаха и Генгебаха с ок. 1210
│   │    X 
Ютта
 (ум. после 1190), дочь 
Вильгельма I
, графа Юлиха
│   │    │
│   │    ├─> 
Вильгельм III
 (ум. 1218), граф Юлиха с 1207
│   │    │   X 
Матильда
 (ум. после 1234), дочь 
Вальрама II
, 
герцога Лимбурга

│   │    │   │
│   │    │   └─> 
Юлихская ветвь

│   │    │
│   │    ├─> 
Герман
 (ум. после 1209), каноник храма Св. Гиреона в Кёльне в 1203—1209
│   │    │
│   │    ├─> 
Дитрих
 (ум. после 1218)
│   │    │
│   │    ├─> 
Ютта
 (ум. после 1218)
│   │    │
│   │    ├─> 
Алеида
 (ум. после 1233)
│   │    │      X 
Арнольд III
 (ум. 1230), сеньор фон Дист
│   │    │
│   │    ├─> 
Эбергард III
 (ум. 1237), сеньор Геймбаха и Генгебаха с после 1217
│   │    │   X 
Елизавета
 (ум. после 1249), дочь 
Лотаря I
, 
графа фон Гохштаден

│   │    │   │
│   │    │   └─> 
Маргарита
 (ум. после 1291)
│   │    │       X 1) с 1240 
Симон I
 (ум. 1264), 
граф фон Шпонхейм

│   │    │       X 2) с 15 марта 1265 
Эмих IV
 (ум. 1280/1281), граф фон Лейнинген
│   │    │
│   │    ├─> 
Арнольд
, священник в 
Трире
 с 1230
│   │    │
│   │    └─> 
Ульдагильда
 (ум. после 1222)
│   │        X 1) 
Генрих IV
 (ум. после 1219), 
граф фон Кессель

│   │        X 2) 
Бертольд I фон Бюрен
 (ум. после 1222)
│   │
│   ├─2> 
Дитрих
 (ум. 1185)
│   │
│   └─2> 
Герман
 (ум. 1179)
│
├─> 
Эбергард (I)
 (ум. после 1154)
│
├─> 
Госвин
 (ум. после 1160)
│
└─> 
Герман
 (ум. после 1167), священник кафедрального собора в Кёльне
```

Юлихская ветвь
```
Вильгельм III
 (ум. 1218), граф Юлиха с 1207
X 
Матильда
 (ум. после 1234), дочь 
Вальрама III
, 
герцога Лимбурга

│
├─> 
Вильгельм IV
 (ок. 1210 — 16 марта 1278), граф Юлиха с 1218
│   X 1) с ок. 12 марта 1237 
Маргарита
 (ум. 1251), дочь 
Герхарда III
, 
графа Гелдерна

│   X 2) с до 26 января 1260 
Рихардис
 (ум. после 18 октября 1269), дочь 
Герхарда III
, 
графа Гелдерна

│   │
│   ├─1> 
Матильда
 (ум. до 1279)
│   │    X с ок. 1258 
Иоанн I
 (ум. 1279), 
граф ван Лооз

│   │
│   ├─1> 
Маргарита
 (ум. 12 октября 1292)
│   │    X с ок. 1261 
Дитер V
 (ум. 1276), 
граф фон Катцеленбоген

│   │
│   ├─1> 
Вильгельм (V)
 (ум. 16 марта 1278), граф Юлиха с 1274
│   │    X 
Мария
 (ум. 1297), дочь 
Ги де Дампьера
, 
графа Фландрии

│   │    │
│   │    ├─> 
Вильгельм 
Старший
 (ум. после 1302)
│   │    │
│   │    └─> 
Вильгельм 
Младший
 (ум. 19 августа 1304), священник в 
Маастрихте
, архидьякон в 
Льеже
, архиепископ Кёльна с 1304
│   │
│   ├─1> 
Рихарда
 (ум. после 1291)
│   │    X с до 1265 
Вильгельм II
 (ум. ок. 1290), 
граф фон Зальм

│   │
│   ├─2> 
Вальрам
 (ум. 1297), граф Юлиха с 1278
│   │    X 
Мария
 (ум. 25 февраля 1332), дочь Готфрида Брабантского, сеньора Арсхота
│   │    │
│   │    └─> 
Вильгельм
 (ум. после 1308)
│   │
│   ├─2> 
Оттон
 (ум. после 1283), священник в 
Утрехте
 с 1279, каноник в Льеже с 1283
│   │
│   ├─2> 
Бланшфлора

│   │    X 
Генрих I
 (ум. ок. 1289), 
граф фон Шпонхейм-Штаркенбург

│   │
│   ├─2> 
Петронелла
 (ум. после 1300)
│   │    X 
Людвиг
 (ум. 1313), 
граф фон Арнсберг

│   │
│   ├─2> 
Герхард V
 (ум. 1328), граф Юлиха с 1297
│   │    X 1) N (ум. 1304), дочь Вильгельма, графа фон Кессель
│   │    X 2) с 1304 Елизавета (ум. 1355), дочь Готфрида Брабантского, сеньора Арсхота
│   │    │
│   │    ├─1> 
Вильгельм I
 (ок. 1299 — 1361), граф Юлиха (Вильгельм V (VI)) 1328—1336, маркграф Юлиха 1336—1357, герцог Юлиха (Вильгельм I) с 1356
│   │    │    X 
Иоанна д’Авен
 (ок. 1315 — 1374), дочь 
Вильгельма III 
Доброго
, графа 
Голландии
, Зелландии и 
Эно

│   │    │    │
│   │    │    ├─> 
Герхард VI (I)
 (ум. 18 мая 1360), 
граф Берга
 с 1348, 
граф Равенсберга
 с 1346
│   │    │    │   X с 1336 
Маргарита
 (ум. 19 февраля 1389), графиня Берга с 1348, графиня Равенсберга с 1346, дочь 
Оттона IV
, графа Равенсберга,
│   │    │    │   и Маргариты Бергской, сестры графа Берга 
Адольфа VIII

│   │    │    │   │
│   │    │    │   ├─> 
Елизавета
 (ум. после 6 мая 1388)
│   │    │    │   │   X с до 16 декабря 1363 
Генрих VI
 (ум. 1397), 
граф Вальдека

│   │    │    │   │
│   │    │    │   ├─> 
Вильгельм II
 (ум. 1408), граф Берга 1360—1380, герцог Берга с 1380, 
граф Равенсберга
 (Вильгельм I) 1360—1393
│   │    │    │   │   X с 1363 
Анна
 (1346 — 30 ноября 1415), дочь 
Рупрехта II
, 
курфюрста Пфальца

│   │    │    │   │   │
│   │    │    │   │   ├─> 
Маргарита
 (ок. 1364 — 18 июля 1442)
│   │    │    │   │   │   X с 1379 
Отто
 (ок. 1340 — 1394), 
герцог Брауншвейг-Гёттингена

│   │    │    │   │   │
│   │    │    │   │   ├─> 
Герхард
 (ум. 22 октября 1435), священник и архидьякон кафедрального собора в Кёльне с 1399
│   │    │    │   │   │
│   │    │    │   │   ├─> 
Адольф
 (ум. 1437), герцог Берга (Адольф IX) с 1408, граф Равенсберга (Адольф I) 1393—1402, герцог Юлиха (Адольф I) с 1423
│   │    │    │   │   │   X 1) 
Иоланта
 (ум. 10 января 1421), дочь 
Роберта I
, 
герцога де Бар

│   │    │    │   │   │   X 2) с 14 февраля 1430 
Елизавета
 (ум. 5 марта 1448), дочь 
Эрнста
, герцога Баварско-Мюнхенского
│   │    │    │   │   │   │
│   │    │    │   │   │   └─1> 
Рупрехт
 (ум. 2 августа 1431)
│   │    │    │   │   │        X 
Мария д’Аркур
 (ум. после 1427)
│   │    │    │   │   │
│   │    │    │   │   ├─> 
Рупрехт
 (ум. 29 июля 1394), епископ 
Пассау
 1387—1389, 
князь-епископ Падерборна
 с 1390
│   │    │    │   │   │
│   │    │    │   │   ├─> 
Вильгельм II
 (ок. 1380 — 1428), граф Равенсберга с 1402
│   │    │    │   │   │   X с ок. 19 февраля 1416 
Адельгейда
, дочь Николауса, графа фон Текленбург
│   │    │    │   │   │   │
│   │    │    │   │   │   └─> 
Герхард
 (ум. 1475), герцог Берга с 1437 (Герхард II), 
герцог Юлиха
 (Герхард I) с 1437, граф Равенсберга (Герхард II) с 1428
│   │    │    │   │   │       X с 1444 
София
 (ум. 9 сентября 1473), дочь 
Бернгарда II
, герцога Саксен-Лауэнбурга
│   │    │    │   │   │       │
│   │    │    │   │   │       ├─> 
Вильгельм III
 (1455—1511), герцог Берга с 1475 (Вильгельм III), герцог Юлиха (Вильгельм IV) с 1475, граф Равенсберга (Вильгельм III) с 1475
│   │    │    │   │   │       │   X 1) с 19 октября 1472 
Елизавета
 (19 октября 1459 — 9 марта 1479), дочь 
Иоанна II
, графа Нассау-Саарбрюкен
│   │    │    │   │   │       │   X 2) с 8 июля 1481 
Сибилла
 (31 мая 1467 — 9 июля 1524), дочь 
Альбрехта III Ахилла
, 
курфюрста Бранденбурга

│   │    │    │   │   │       │   │
│   │    │    │   │   │       │   └─2> 
Мария
 (3 августа 1491 — 19 августа 1543)
│   │    │    │   │   │       │        X с 1 октября 1510 
Иоанн III 
Миролюбивый
 (1490—1539), герцог Клеве и граф Марка (Иоанн III) с 1521,
│   │    │    │   │   │       │        герцог Юлиха, Берга и граф Равенсберга (Иоанн I) с 1511
│   │    │    │   │   │       │
│   │    │    │   │   │       ├─> 
Адольф
 (1458—1470)
│   │    │    │   │   │       │
│   │    │    │   │   │       ├─> 
Герхард
 (ум. в млад.)
│   │    │    │   │   │       │
│   │    │    │   │   │       └─> 
Анна

│   │    │    │   │   │           X 
Иоанн III
 (ум. 1507), граф ван Мёрз и Саарверден
│   │    │    │   │   │
│   │    │    │   │   └─> 
Беатриса
 (ум. 16 мая 1395)
│   │    │    │   │       X с 1385 
Рупрехт I
 (9 июня 1309 — 16 февраля 1390), курфюрст Пфальца
│   │    │    │   │
│   │    │    │   └─> 
Маргарита
 (ум. 1429)
│   │    │    │       X с 1369 
Адольф I
 (ум. 1394), 
граф Марка
 и 
Клеве

│   │    │    │
│   │    │    ├─> 
Рихарда
 (7 марта 1314 — 7 марта 1360)
│   │    │    │   X 1) с 1330 
Оттон IV
 (1307—1334), 
герцог Нижней Баварии

│   │    │    │   X 2) с до 11 октября 1354 
Энгельберт III
 (ум. 1391), 
граф Марка

│   │    │    │
│   │    │    ├─> 
Филиппа
 (ум. 24 августа 1390)
│   │    │    │   X с 1 февраля 1357 
Готфрид III
 (ум. 1395), сеньор Хейнсберга и Даленбройха
│   │    │    │
│   │    │    ├─> 
Вильгельм II
 (ок. 1325 — 13 декабря 1393), герцог Юлиха с 1361, 
герцог Гелдерна
 с 1372
│   │    │    │   X 
Мария
 (ум. 12 мая 1405), герцогиня Гелдерна, дочь 
Рейнальда II
, герцога Гелдерна
│   │    │    │   │
│   │    │    │   ├─> 
Вильгельм III
 (31 марта 1364 — 16 февраля 1402), герцог Юлиха с 1393, герцог Гелдерна (Вильгельм I (II)) с 1371/1379
│   │    │    │   │   X с 18 сентября 1379 
Екатерина
 (1360 — 11 ноября 1400), дочь 
Альбрехта I
, 
герцога Баварско-Штраубингского
, графа Голландии и Зелландии
│   │    │    │   │
│   │    │    │   ├─> 
Иоанна

│   │    │    │   │   X 
Иоанн (Ян) XII
 (ум. 1428), сеньор ван Аркель
│   │    │    │   │
│   │    │    │   └─> 
Райнальд I
 (ок. 1365 — 25 июня 1423), герцог Юлиха и Гелдерна (Райнальд IV) с 1402
│   │    │    │       X с 5 мая 1405 
Мария
 (ум. после 1427), дочь 
Жана IV
, 
графа д’Аркур

│   │    │    │
│   │    │    ├─> 
Рейнольд

│   │    │    │
│   │    │    ├─> 
Иоанна
 (ум. до 21 февраля 1367)
│   │    │    │   X с 1352 
Вильгельм I
 (ум. 1383), 
граф фон Изенбург-Вид

│   │    │    │
│   │    │    └─> 
Изабелла
 (ум. 6 июня 1411)
│   │    │        X 1) с 3 апреля 1348 
Джон
 (7 апреля 1330 — 26/27 декабря 1352), 3-й 
граф Кент

│   │    │        X 2) с 29 сентября 1360 
Эсташ д' Обрешкур
 (ум. после 1 декабря 1372)
│   │    │
│   │    ├─2> 
Людвиг
 (ум. после 1311)
│   │    │
│   │    ├─2> 
Годфрид
 (ум. 3 мая 1355), сеньор фон Берггейм с 1323
│   │    │    X 
Елизавета
 (ум. после 1332), дочь Дитриха Клевского, графа фон Хюльхрат
│   │    │    │
│   │    │    └─> 
Иоланта
 (ум. 31 октября 1387)
│   │    │        X 
Фридрих
, граф фон Лейнинген
│   │    │
│   │    ├─2> 
Вальрам
 (ум. 14 августа 1349), архиепископ Кёльна с 1332
│   │    │
│   │    ├─2> 
Рихарда
 (ум. 1355)
│   │    │    X 
Конрад V
 (ум. 1370), сеньор фон Дик
│   │    │
│   │    ├─2> 
Генрих
 (ум. после 1334), священник храма Св. Андрея в Кёльне
│   │    │
│   │    ├─2> 
Иоанн

│   │    │
│   │    ├─2> 
Мария
 (ум. после 1363)
│   │    │    X 1) с ок. 7 февраля 1327 
Генрих II
 (ум. 1338), 
граф фон Фирнебург

│   │    │    X 2) с декабря 1340 
Дитрих IX
 (ум. 1346), 
граф Клеве

│   │    │    X 3) с ок. 2 марта 1347 
Конрад
 (ум. ок. 1386), сеньор фон Заффенберг
│   │    │
│   │    └─2> 
Елизавета
 (ум. после 1380)
│   │         X 1) с до 21 августа 1337 
Иоанн II
 (ум. ок. 1359), 
граф фон Сайн

│   │         X 2) 
Готфрид фон Гатцфельд
 (ум. 1371)
│   │
│   ├─2> 
Екатерина
 (ум. после 1286)
│   │    X 
Иоанн фон Арберг
 (ум. 1281), бургграф Кёльна
│   │
│   └─2> 
Мехтильда
 (ум. после 1287)
│
├─> 
Вальрам I
 (ум. 1271), сеньор фон Бейггейм с 1238
│   X 
Мехтильда
 (ум. до 1279), дочь Конрада фон Мюлленарк
│   │
│   └─1> 
Вальрам II
 (ум. 1312), сеньор фон Бейггейм с 1271
│        X с до 19 марта 1288 
Имагина
 (ум. после 1308), дочь Генриха I фон Рункель, сеньора фон Вестербург
│
└─> 
Дитрих
 (ум. после 1236)
```